# Puccho

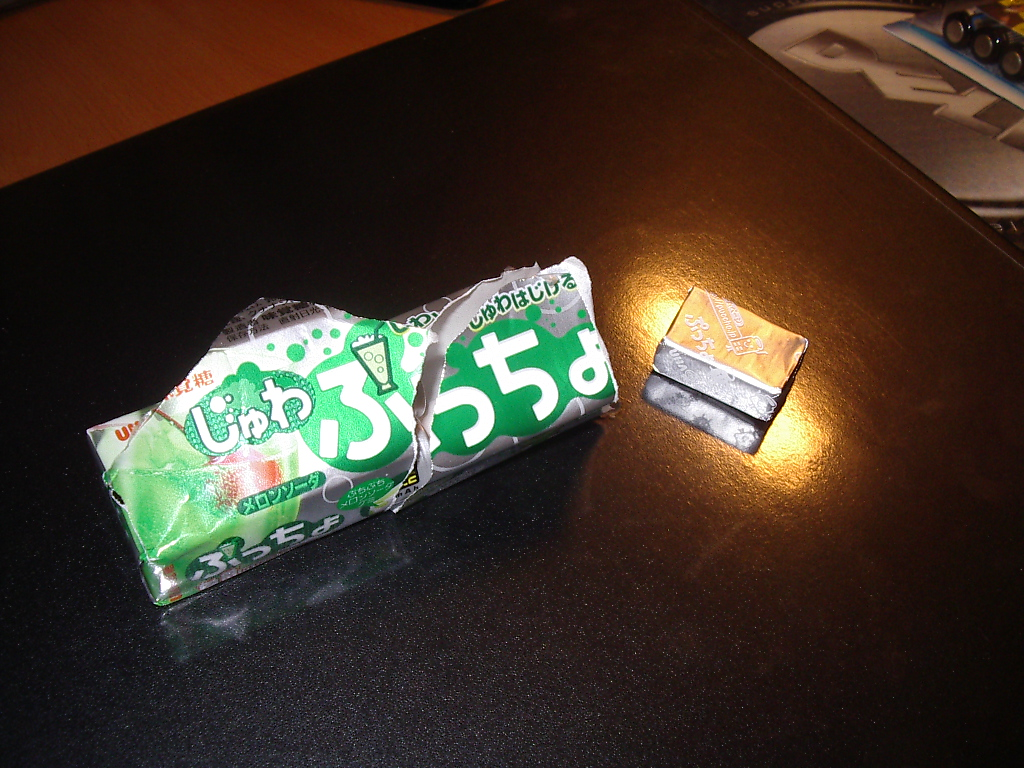
Puccho de melón-sidra.

Puccho (ぷっちょ?) es un aperitivo japonés masticable fabricado y comercializado por UHA Mikakuto. Hay dos tipos: el de barrita (Puru Puccho, Shuwa Puccho y Suppa Puccho) y el de goma, existiendo varios sabores de ambos, siendo 10 de ellos únicos a ciertas regiones del país (algo frecuente en las golosinas japonesas).